# 沙吕
沙吕（法語：Châlus，法語發音：[ʃaly]），法国中南部市镇，位于新阿基坦大区上维埃纳省，隶属于利摩日区，其市镇面积为27.98平方公里，2022年1月1日时人口数量为1,671人，在法国城市中排名第6,461位。
沙吕位于上维埃纳省西南部，阿雷迪安地区西部，塔杜瓦尔河畔，是一个区域性的中心市镇，多个方向的公路在此交汇。沙吕因英格兰国王理查一世在此中箭身亡而闻名。

## 地名来源
“Châlus”一名的来源尚存在争议。根据当地语言爱好者的论述，“Châlus”可能出自拉丁语单词“castellum”和“lux”，分别意为“城堡”和“富贵”。
沙吕所处区域历史上曾通行利穆赞方言，“Châlus”在奥克语维基百科及同语言的OpenStreetMap中对应的拼写为“Chasluç”。

## 历史

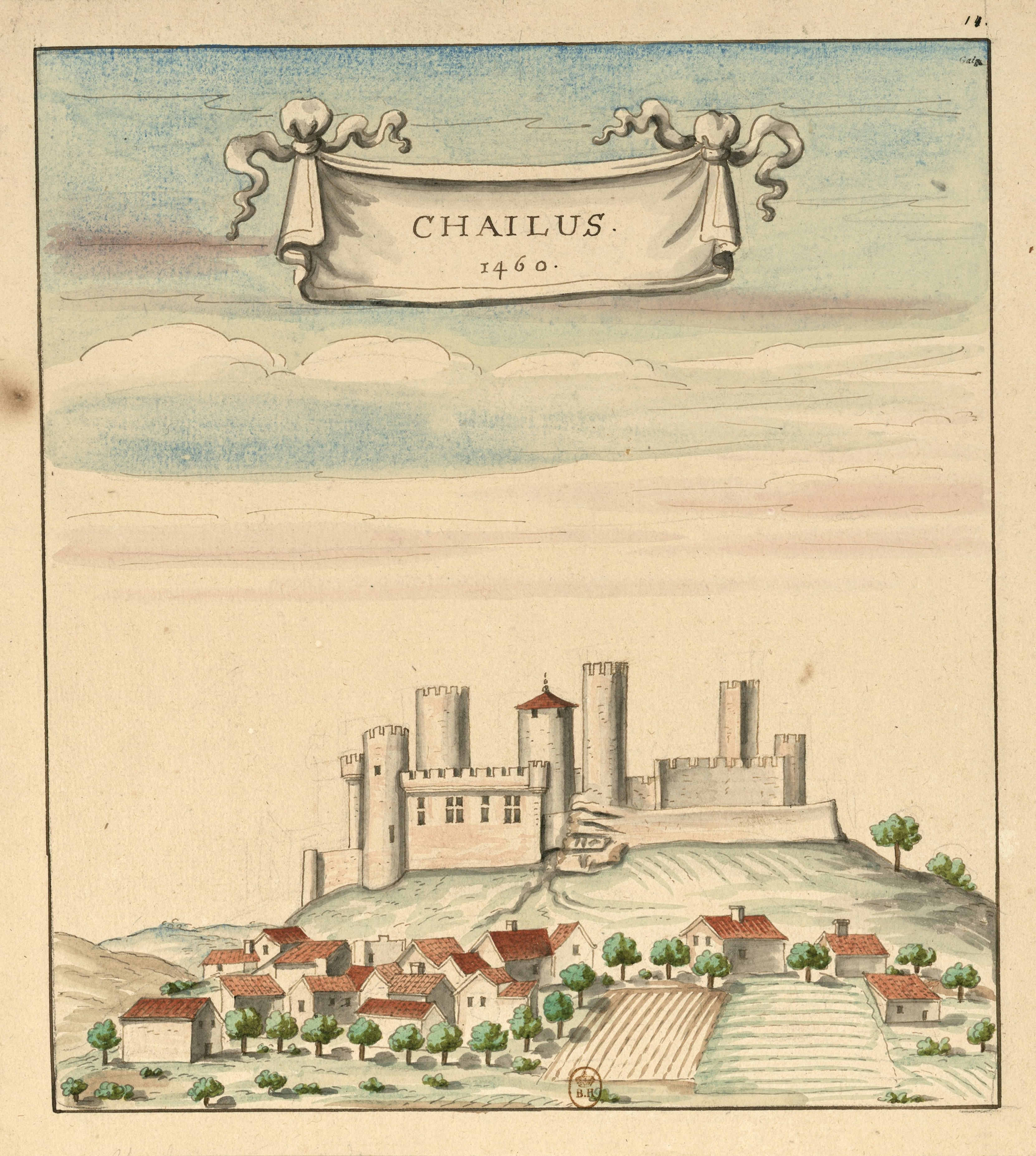
1460年的沙吕（绘画）

沙吕的早期历史尚不清楚，根据当地官方网站的论述，沙吕境内的一处高地附近曾发现新石器时期的人类活动遗迹。中世纪时，沙吕长期为阿基坦的一部分。公元11世纪时，利摩日子爵在沙吕修建沙布罗勒城堡。1199年4月11日，英格兰国王理查一世在围攻沙布罗勒城堡时被毒箭刺伤后身亡。13世纪末，当地领主热罗·德莫尔蒙在此修建了莫尔蒙城堡，此后城堡周边逐渐形成聚落。中世纪末期，成为圣雅各之路上的一个驿站。宗教战争期间，天主教徒和新教徒多次在沙吕发动围城战。公元18世纪时，沙吕镇中心出现了一处水井。法国大革命后，沙吕成为上维埃纳省的一个市镇。1880年，途径沙吕的维埃纳河畔萨亚—比西耶尔加朗铁路建成通车。20世纪中后期，该铁路陆续关闭，部分路段被改建为步行绿道。
在行政区划变革方面，沙吕在1833至2015年间为同名县的县治，并在2001至2016年间为沙吕山市镇公共社区的办公驻地。
在地方历史文化研究方面，当地的地方史爱好者于2013年创建了沙吕地区历史考古协会（Association histoire et archéologie au pays de Châlus）。

## 地理

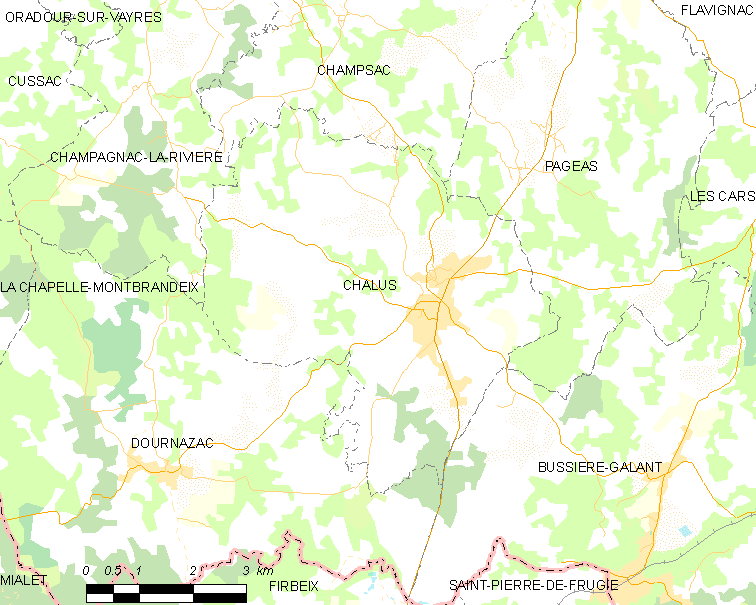
沙吕市镇范围地图

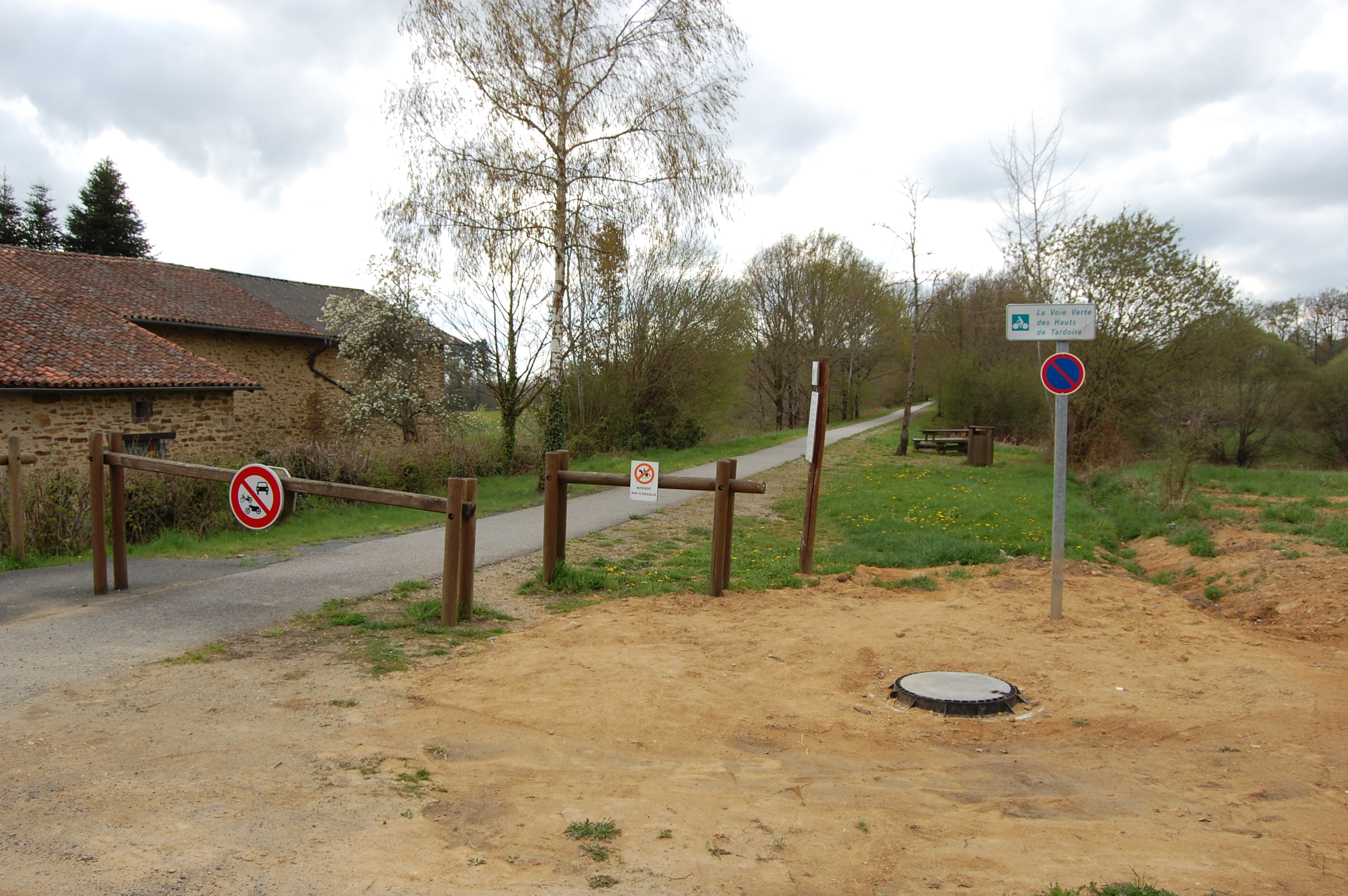
一处绿道

沙吕位于法国中南部偏西，新阿基坦大区中北部和上维埃纳省西南部，距离省会利摩日大约35公里。与沙吕接壤的市镇包括：尚帕尼亚克-拉里维耶尔、尚萨克、帕雅斯、杜尔纳扎克和比西耶尔加朗。

### 地形
沙吕位于法国中央高原西部边缘，阿雷迪安地区西侧，境内以浅丘为主，市镇中心地势较为平坦，全境海拔在310到444米之间。

### 水文
沙吕位于卢瓦尔河流域范围内，塔杜瓦尔河自东南向西北流经镇中心，此外沙吕市镇范围内还有多处湖塘分布。

### 植被
沙吕属于温带阔叶混交林区，是佩里戈尔-利穆赞自然保护区的组成部分，林地散落分布于市镇范围内的多个区域。
在鲜花城市的评比中，沙吕暂未被评级。

### 气候
沙吕在柯本气候分类法中属于温带海洋性气候（Cfb），受到地形因素影响，当地降水相对偏多。
沙吕境内设有气象站，以下为该气象站的数据（其中日照数据取自利摩日）：
| 沙吕 1981年－2019年 | 沙吕 1981年－2019年 | 沙吕 1981年－2019年 | 沙吕 1981年－2019年 | 沙吕 1981年－2019年 | 沙吕 1981年－2019年 | 沙吕 1981年－2019年 | 沙吕 1981年－2019年 | 沙吕 1981年－2019年 | 沙吕 1981年－2019年 | 沙吕 1981年－2019年 | 沙吕 1981年－2019年 | 沙吕 1981年－2019年 | 沙吕 1981年－2019年 |
| 月份                | 1月                 | 2月                 | 3月                 | 4月                 | 5月                 | 6月                 | 7月                 | 8月                 | 9月                 | 10月                | 11月                | 12月                | 全年                |
| ------------------- | ------------------- | ------------------- | ------------------- | ------------------- | ------------------- | ------------------- | ------------------- | ------------------- | ------------------- | ------------------- | ------------------- | ------------------- | ------------------- |
| 历史最高温 °C（°F） | 16.9 (62.4)         | 21.8 (71.2)         | 24.4 (75.9)         | 28.3 (82.9)         | 30.5 (86.9)         | 35.3 (95.5)         | 36.5 (97.7)         | 37.9 (100.2)        | 32.4 (90.3)         | 27.7 (81.9)         | 22.1 (71.8)         | 16.8 (62.2)         | 37.9 (100.2)        |
| 平均高温 °C（°F）   | 7.4 (45.3)          | 8.6 (47.5)          | 12.3 (54.1)         | 15 (59)             | 19 (66)             | 22.8 (73.0)         | 24.2 (75.6)         | 24.4 (75.9)         | 20.8 (69.4)         | 16.5 (61.7)         | 10.2 (50.4)         | 7.4 (45.3)          | 15.7 (60.3)         |
| 日均气温 °C（°F）   | 4.6 (40.3)          | 5.2 (41.4)          | 8 (46)              | 10.4 (50.7)         | 14.2 (57.6)         | 17.7 (63.9)         | 18.9 (66.0)         | 19.2 (66.6)         | 15.9 (60.6)         | 12.7 (54.9)         | 7.1 (44.8)          | 4.5 (40.1)          | 11.5 (52.7)         |
| 平均低温 °C（°F）   | 1.7 (35.1)          | 1.7 (35.1)          | 3.7 (38.7)          | 5.9 (42.6)          | 9.4 (48.9)          | 12.5 (54.5)         | 13.6 (56.5)         | 14 (57)             | 11 (52)             | 8.9 (48.0)          | 4.1 (39.4)          | 1.7 (35.1)          | 7.4 (45.3)          |
| 历史最低温 °C（°F） | −9.7 (14.5)         | −13.7 (7.3)         | −12.2 (10.0)        | −3.9 (25.0)         | −0.7 (30.7)         | 3.5 (38.3)          | 6.9 (44.4)          | 6.7 (44.1)          | 0 (32)              | −3.3 (26.1)         | −7.6 (18.3)         | −12 (10)            | −13.7 (7.3)         |
| 平均降水量 mm（）   | 119.6 (4.71)        | 92.5 (3.64)         | 97.5 (3.84)         | 112.3 (4.42)        | 96.2 (3.79)         | 78 (3.1)            | 69.1 (2.72)         | 80.6 (3.17)         | 67.4 (2.65)         | 105.7 (4.16)        | 135.9 (5.35)        | 123.3 (4.85)        | 1,178.1 (46.38)     |
| 月均日照時數        | 86                  | 104                 | 156.8               | 167.7               | 204.9               | 227.4               | 238.2               | 231                 | 191.5               | 133.3               | 81.4                | 77.6                | 1,899.8             |
| 来源：infoclimat.fr |                     |                     |                     |                     |                     |                     |                     |                     |                     |                     |                     |                     |                     |

## 行政区划
沙吕的市镇编号为87032，邮政编号为87230。
在行政管理方面，沙吕隶属于法国新阿基坦大区上维埃纳省利摩日区；在地方选举方面，沙吕隶属于圣伊里耶拉佩尔什县，其市镇范围全境被划入上维埃纳省第二选区；在社会管理方面，沙吕是内克松地区-沙吕山市镇公共社区的组成部分。
截至2023年10月，沙吕市镇范围内暂无任何城市敏感街区及城市政策优先街区。
法国国家统计与经济研究所（简称）在进行数据统计时，未将沙吕划入任何城市核心区（Unité urbaine）及城市区（Aire urbaine）内。自2020年起，沙吕被划入包含127个市镇的利摩日城市辐射区。此外，还将沙吕市镇整体看作一个“块区”（IRIS），以便于统计人口分布情况。

## 交通

### 公路
法国国道N21线和上维埃纳省省道D6B线、D15线、D42线和D901线在沙吕境内交汇。上维埃纳省城际客运提供连接沙吕和利摩日之间的城际巴士线路。
| 33 | 37 |

| 利摩日 | 35 |

| 圣伊里耶 | 28 |

| 拉科基耶 | 13 |

2020年，58.9%的沙吕家庭拥有至少一辆私人汽车。2021年，沙吕境内共发生各类交通事故2起，造成2人重伤。

### 铁路

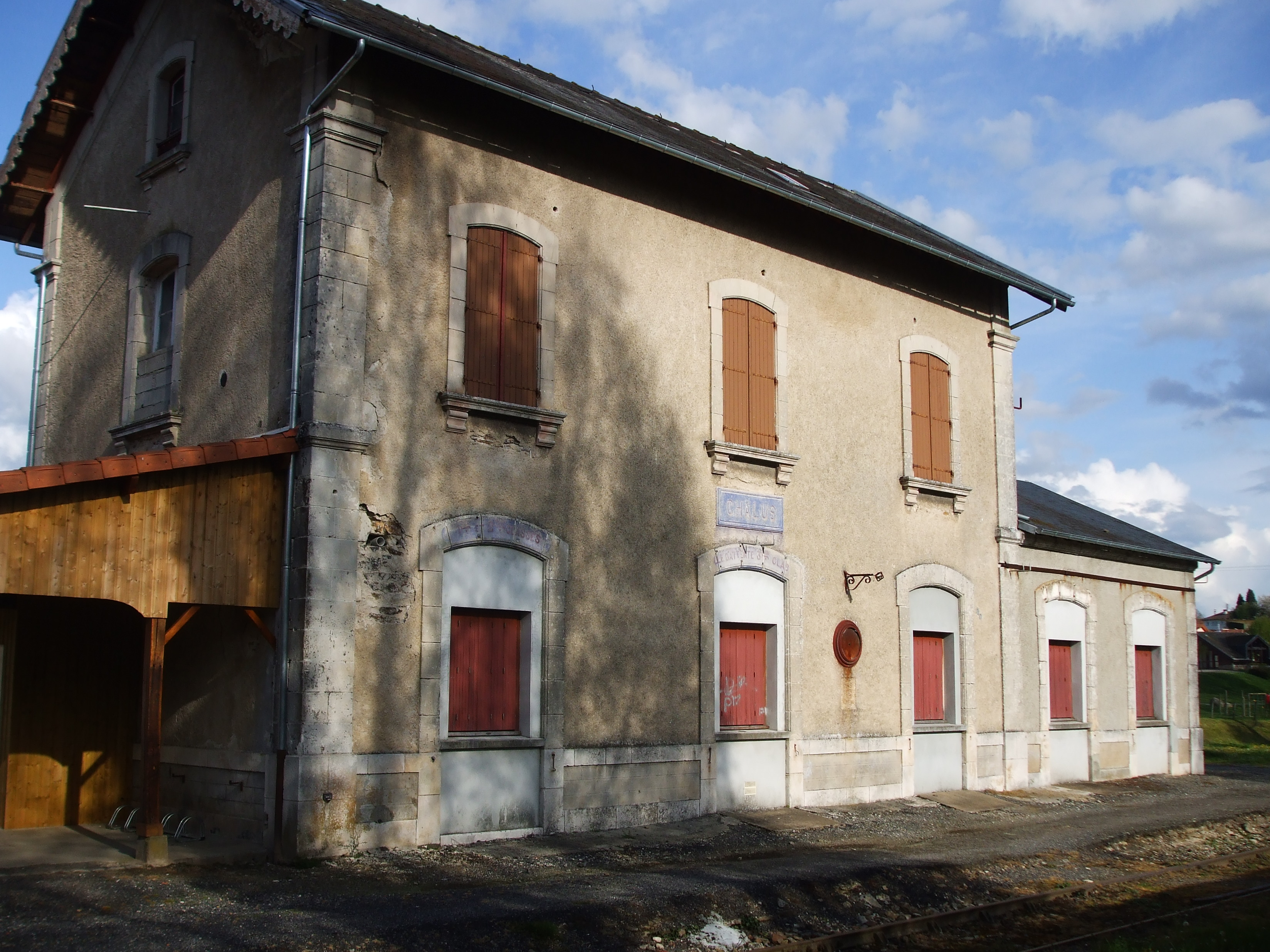
沙吕火车站旧址

沙吕位于维埃纳河畔萨亚—比西耶尔加朗铁路上，该铁路已于1996年彻底废弃，沙吕站附近的路段被改建为了步行绿道。
距离沙吕最近的运营中的客运铁路车站为8公里外的比西耶尔加朗站，该站停靠往返于利摩日和佩里格一线的区域列车。

### 航空
距离沙吕最近的民用航空站为31公里外的利摩日机场。

### 城市公共交通
截至2023年10月，沙吕暂无城市公共交通系统。

## 政治

### 市政内阁

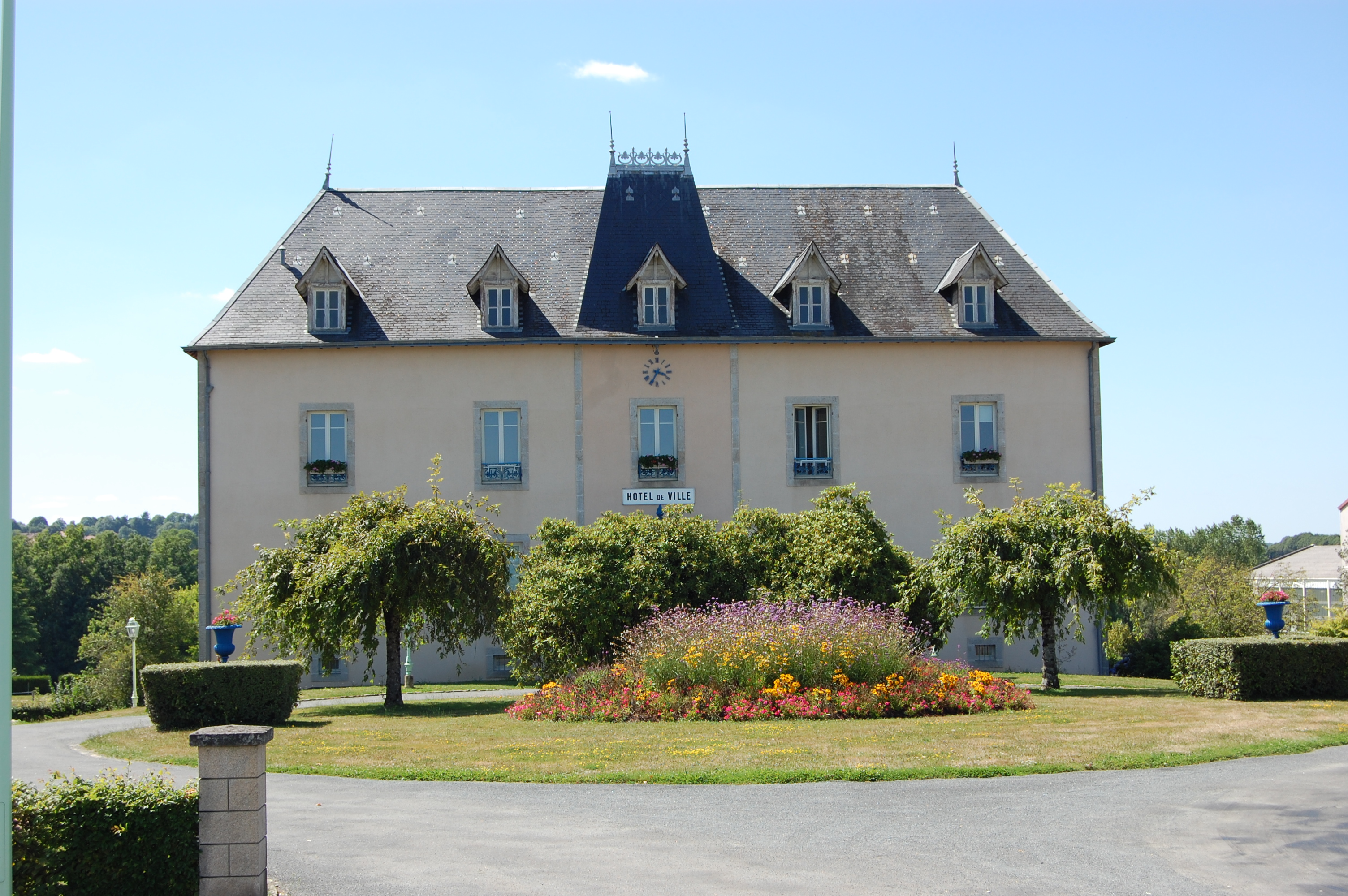
沙吕市政厅

沙吕的现任市长为阿兰·布雷佐迪先生（Alain BRÉZAUDY），他是一名无党派人士，在2020年的市政选举中获得了100.00%的支持率（无其他候选人）。
| 沙吕历届市长   | 沙吕历届市长                   | 沙吕历届市长                   |
| 任期           | 市长                           | 党派                           |
| -------------- | ------------------------------ | ------------------------------ |
| 1945年－1971年 | André BESSE 安德烈·贝斯        | SFIO工人国际法国支部 →PS社会党 |
| 1971年－1975年 | Robert DOLIER 罗贝尔·多利耶    | 不详                           |
| 1975年－1981年 | André MAZIÈRE 安德烈·马齐埃    | PS社会党                       |
| 1981年－2001年 | Pierre CHARISSOU 皮埃尔·沙里苏 | PS社会党                       |
| 2001年－2008年 | Pascal MAZEAU 帕斯卡·马佐      | PS社会党                       |
| 2008年－       | Alain BRÉZAUDY 阿兰·布雷佐迪   | DVD右翼无党派人士 →無黨籍      |

### 各级选举
| 沙吕历届投票选举结果 | 沙吕历届投票选举结果 | 沙吕历届投票选举结果 | 沙吕历届投票选举结果 | 沙吕历届投票选举结果            | 沙吕历届投票选举结果 | 沙吕历届投票选举结果 | 沙吕历届投票选举结果            | 沙吕历届投票选举结果 | 沙吕历届投票选举结果 |
| 选举项目             | 选举范围             | 选区单位             | 选区单位内的选举结果 | 选区单位内的选举结果            | 选区单位内的选举结果 | 选区单位内的选举结果 | 选区单位内的选举结果            | 选区单位内的选举结果 | 参考资料             |
| 选举项目             | 选举范围             | 选区单位             | 第一轮胜出者         | 第一轮胜出者                    | 支持率               | 第二轮胜出者         | 第二轮胜出者                    | 支持率               | 参考资料             |
| -------------------- | -------------------- | -------------------- | -------------------- | ------------------------------- | -------------------- | -------------------- | ------------------------------- | -------------------- | -------------------- |
| 2017年法國總統選舉   | 法國                 | 市镇                 |                      | 埃马纽埃尔·马克龙               | 26.15%               |                      | 埃马纽埃尔·马克龙               | 70.54%               | [ 26 ]               |
| 2017年法国立法选举   | 上维埃纳省第二选区   | 市镇                 |                      | 让-巴蒂斯特·杰巴里              | 35.8%                |                      | 让-巴蒂斯特·杰巴里              | 57.67%               | [ 26 ]               |
| 2019年欧洲议会选举   | 法國                 | 市镇                 |                      | 若尔丹·巴尔代拉                 | 23.88%               | （不适用）           | （不适用）                      | （不适用）           | [ 28 ]               |
| 2021年法国省级选举   | 上维埃纳省           | 县                   |                      | 斯泰凡·德洛特雷特 莫妮克·普拉齐 | 50.97%               |                      | 斯泰凡·德洛特雷特 莫妮克·普拉齐 | 65.98%               | [ 29 ]               |
| 2021年法国省级选举   | 上维埃纳省           | 市镇                 |                      | 吉勒·特勒比耶 西尔薇·瓦拉德     | 48.99%               |                      | 吉勒·特勒比耶 西尔薇·瓦拉德     | 65.32%               | [ 29 ]               |
| 2021年法国大区选举   |                      | 市镇                 |                      | 阿兰·鲁塞                       | 32.49%               |                      | 阿兰·鲁塞                       | 45.26%               | [ 30 ]               |
| 2022年法国总统选举   | 法國                 | 市镇                 |                      | 埃马纽埃尔·马克龙               | 27.38%               |                      | 埃马纽埃尔·马克龙               | 53.76%               | [ 26 ]               |
| 2022年法国立法选举   | 上维埃纳省第二选区   | 市镇                 |                      | 斯泰凡·德洛特雷特               | 39.35%               |                      | 斯泰凡·德洛特雷特               | 59.79%               | [ 26 ]               |

## 人口
2020年，沙吕市镇人口数量为1,647，在法国排名第6,461位。其中男性732人，女性915人，75岁及以上人口占19.9%，外籍人口数量为50人，人口密度为59人/平方公里，当地居民被称为（男性）或（女性）。2021年，沙吕境内出生14人，死亡人口50人。
| 沙吕1901年－2020年人口变化情况 |
|                                |
| 数据来源：Cassini、INSEE       |

## 经济

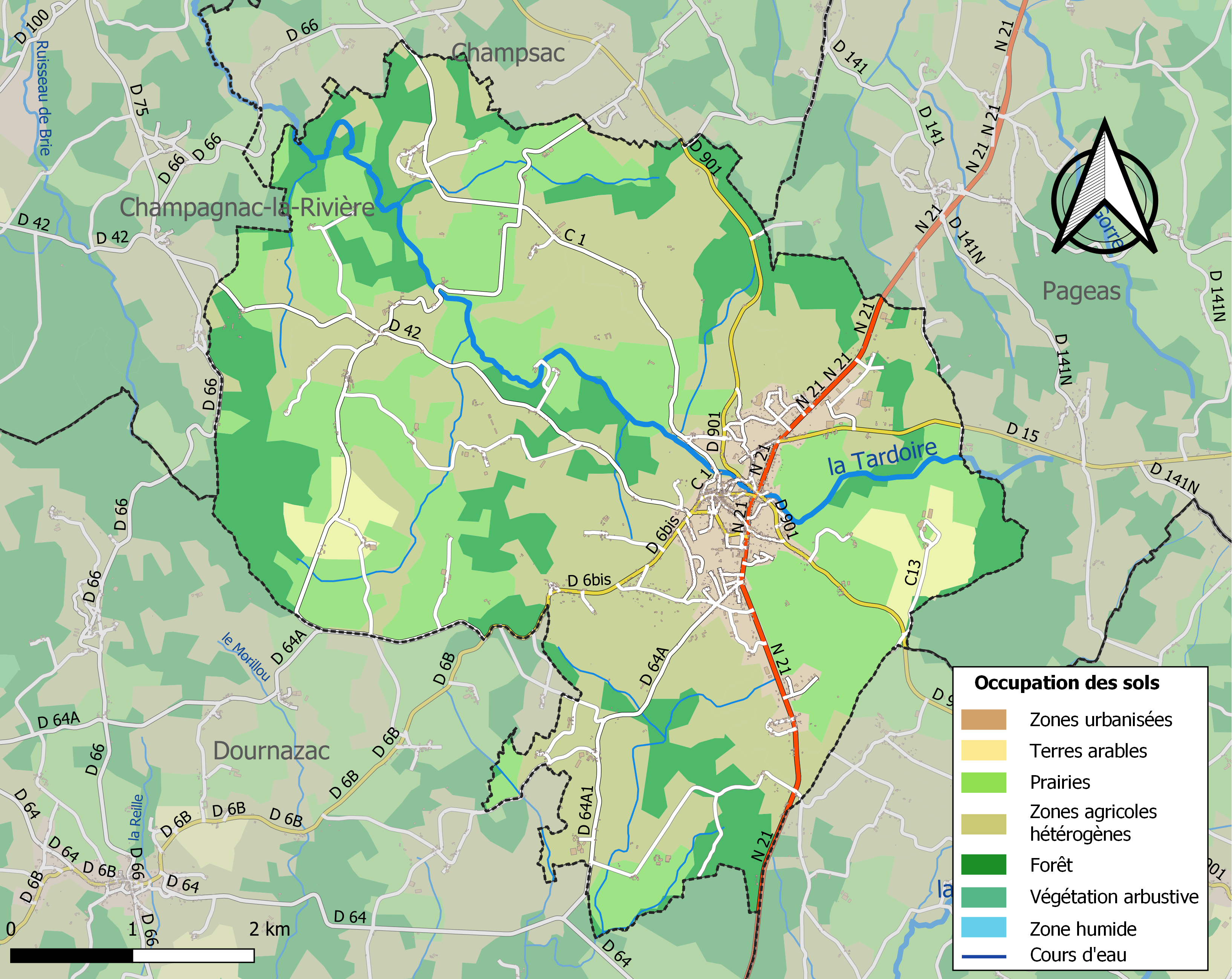
沙吕土地利用情况地图

沙吕是一个区域性的中心城市。截至2023年10月，沙吕市镇范围内共有各类用人单位（包含自雇）287家，平均历史为18年，均为中小型企业（PME），2023年8月至10月间，当地的经济活力指数为0.35%。（木质建材）、（农具销售）及（暖通安装）是当地2021年营业额最高的三个企业，分别为5,303,380欧元、2,108,212欧元和488,401欧元。

## 财政与居民收入
2021年，沙吕的财政收入总额为1,997,360欧元，财政支出总额为1,530,270欧元，当年的债务总额为563,830欧元。2021年，沙吕市镇通过增值税获得141,160欧元的收入，此外当地还共获得了194,860欧元的国家直接财政补助。
2019年，沙吕的人均月收入总额为1,635欧元，低于法国平均水平（2,303欧元）。
2020年，沙吕境内的青壮年（15至64岁）失业率为13.3%；2022年，当地31.7%的家庭拥有纳税资格，平均纳税1,460欧元，低于法国平均水平（4,393欧元）。

## 社会事务

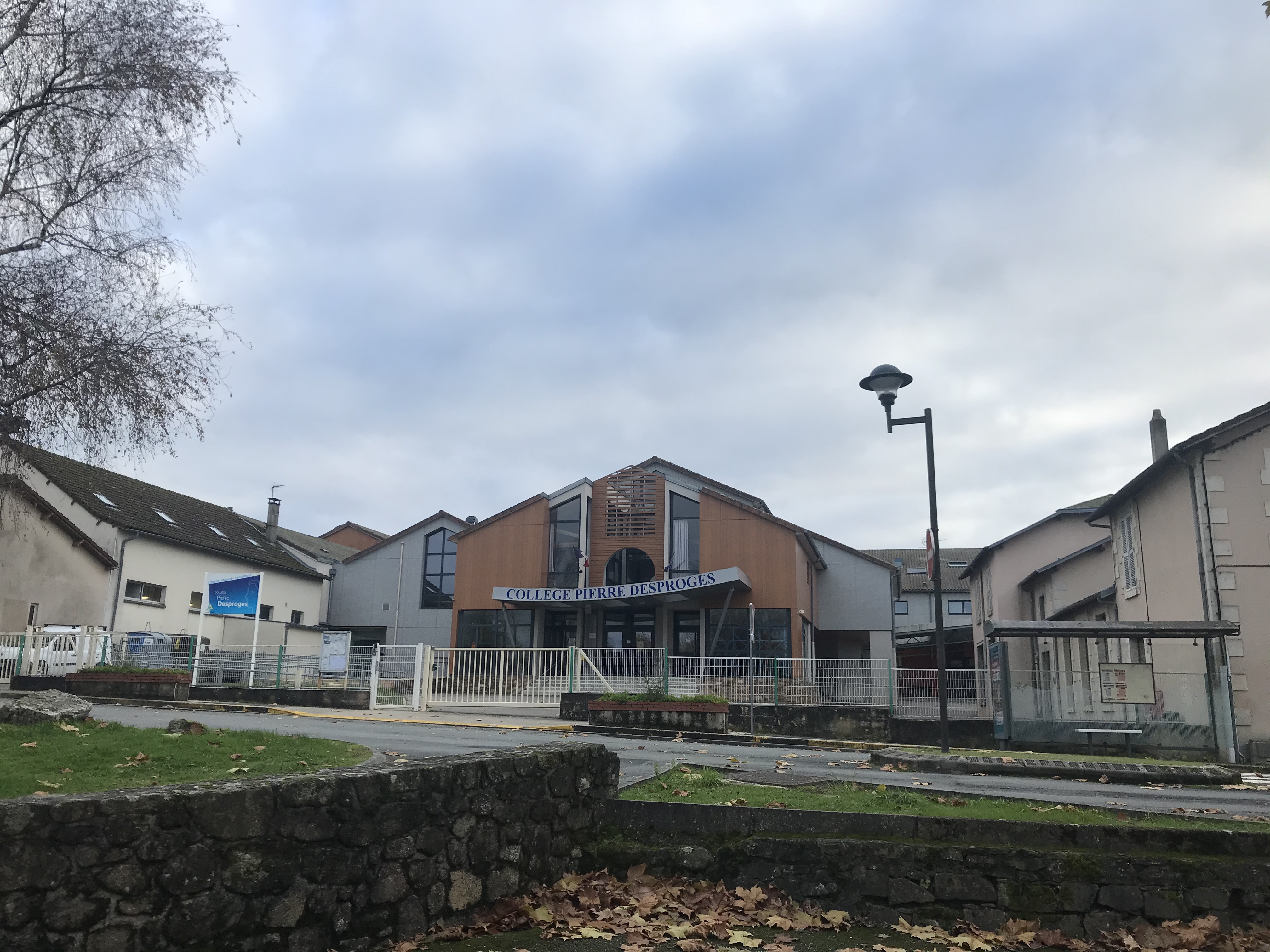
皮埃尔·德普罗日初级中学

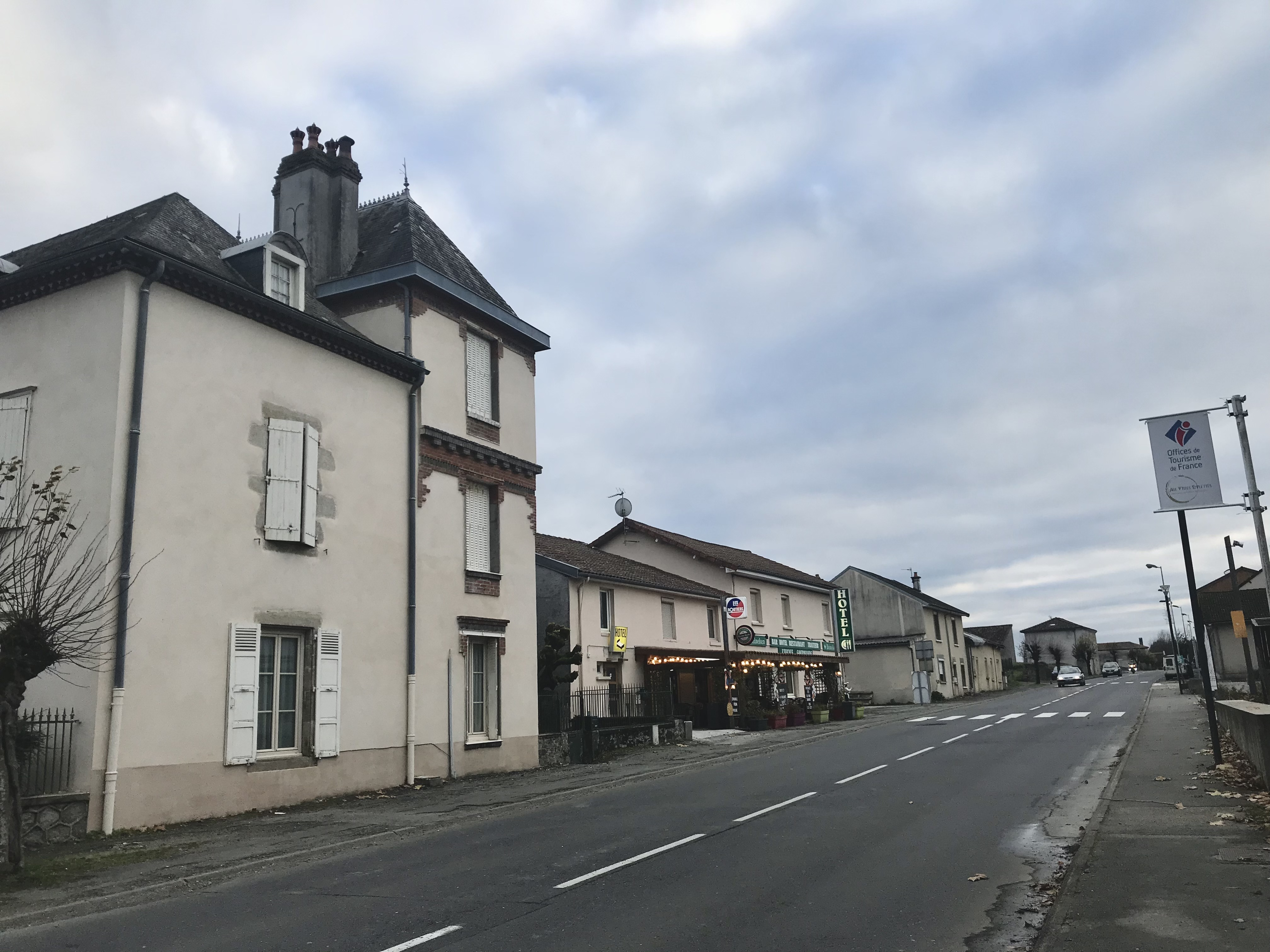
横穿沙吕镇中心的国道N21线

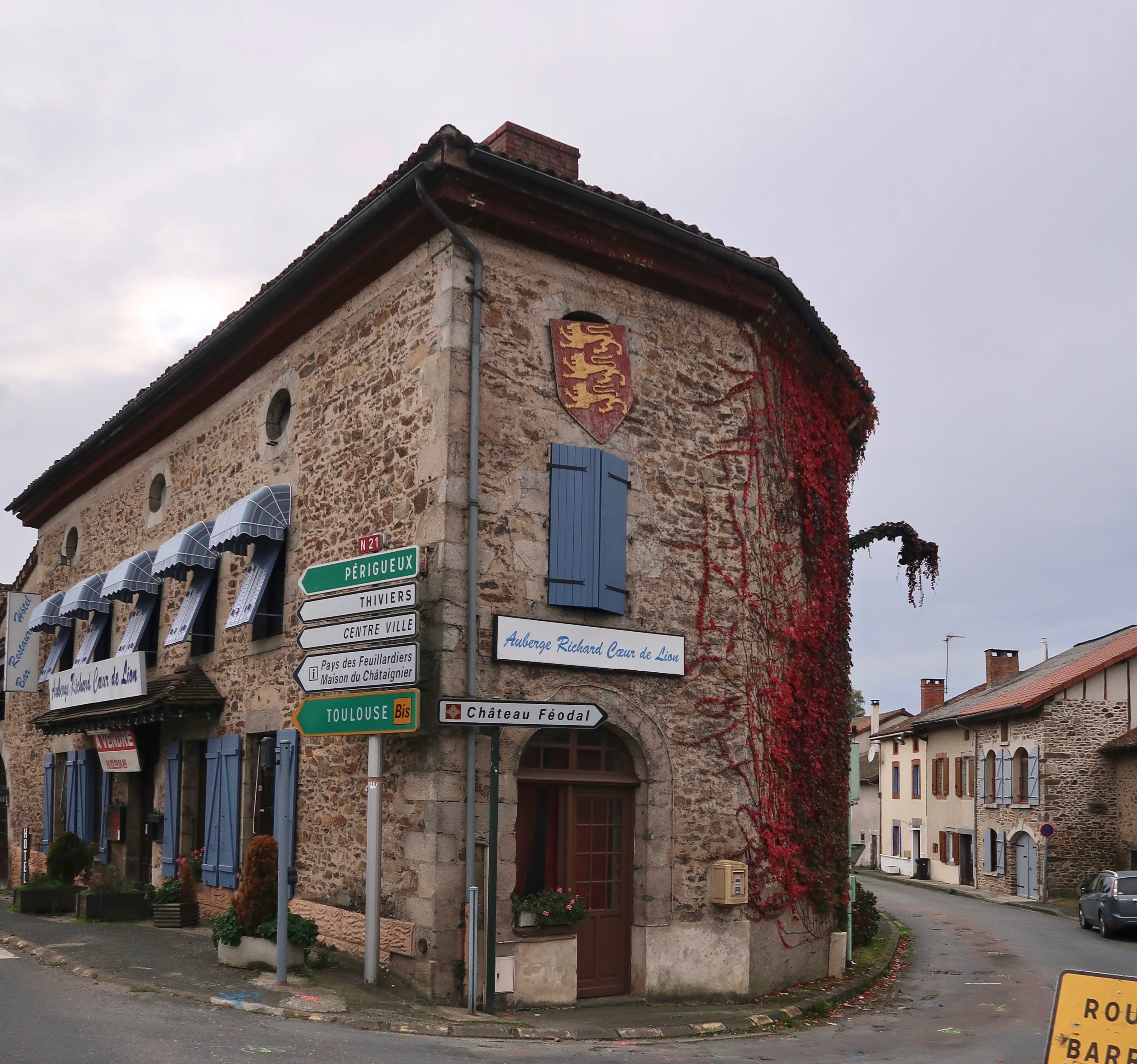
一处传统商住楼

### 教育
沙吕属于利摩日学区。截至2021年1月1日，沙吕境内共有1所初级中学。2021至2022学年度，沙吕境内共有在校中等教育阶段学生250名。

### 医疗
截至2021年1月1日，沙吕境内共有全科医生3名、保健师7名、牙医1名、护士2名、助产士1和药房1家。
距离沙吕最近的区域性医疗机构为利摩日大学中心医院，其主病区迪皮特朗医院（Hôpital de Dupuytren）位于利摩日市区西南部，距离沙吕市区的正常车程大约35分钟，该院设有床位892个，是当地规模最大的公立综合性医院。

### 住房
2020年，沙吕境内共有各类住房1,129套，其中85.1%为独立式居民区，13.0%为集中式居民区。常住房屋占沙吕市镇范围内居民建筑总量的69.9%。
在住房保障政策方面，2022年，沙吕境内共有110户家庭获得了住房经济补助，受益人数占总人口数量的7.0%，其中103份为房租补助。

### 商业
2021年，沙吕境内共有各类实体商铺51家，其中餐厅7家、大型超市1家、面包房2家、肉铺1家、书店1家、银行门店1家、美容美发店3家、汽车维修店4家。沙吕市中心建有Utile、Gamm Vert等购物商场。

### 体育
2021年，沙吕境内共有1家游泳池、1间体育馆、1处网球场以及1处足球或橄榄球场。
截至2023年10月，弗亚尔迪耶体育联盟（US Feuillardiers，编号590682）是沙吕境内唯一的一家注册足球俱乐部，其主队2023至2024赛季参加上维埃纳省足球联赛丙组（法国第十一级别），其主场为罗贝尔·多利耶球场（Stade Robert Dolier）。

### 环境
沙吕的环境事务由其所属的内克松地区-沙吕山市镇公共社区联合各级政府协调负责。2021年，沙吕境内暂无污染企业。

### 治安
2021年，沙吕市镇范围内有1处宪兵队。
沙吕及其附近的共51个市镇是圣瑞尼安国家宪兵队（zone gendarmerie de Saint-Junien）的管辖范围。2020年，该宪兵队累计记录各类案件1,572起，其中盗窃类案件724起，经济类案件272起，毒品交易类案件84起。

## 文化
2021年，沙吕境内暂无任何文化设施。沙吕市政府提供多媒体中心，每周三、五、六向公众开放。

### 建筑
沙吕境内有多处历史建筑，其中沙布罗勒城堡、圣艾蒂安教堂、圣母升天教堂等为法国国家文物保护单位。

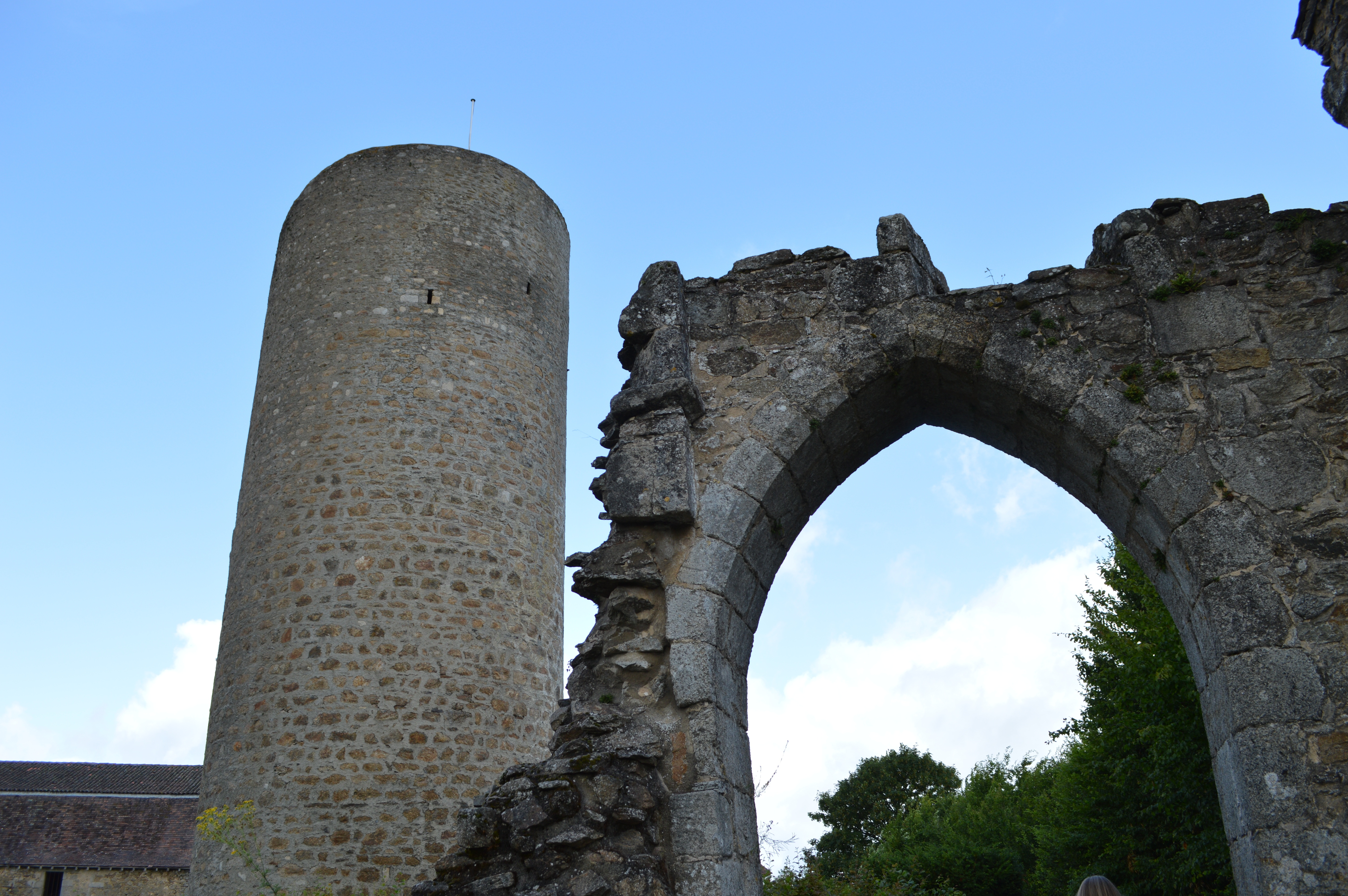
沙布罗勒城堡遗址
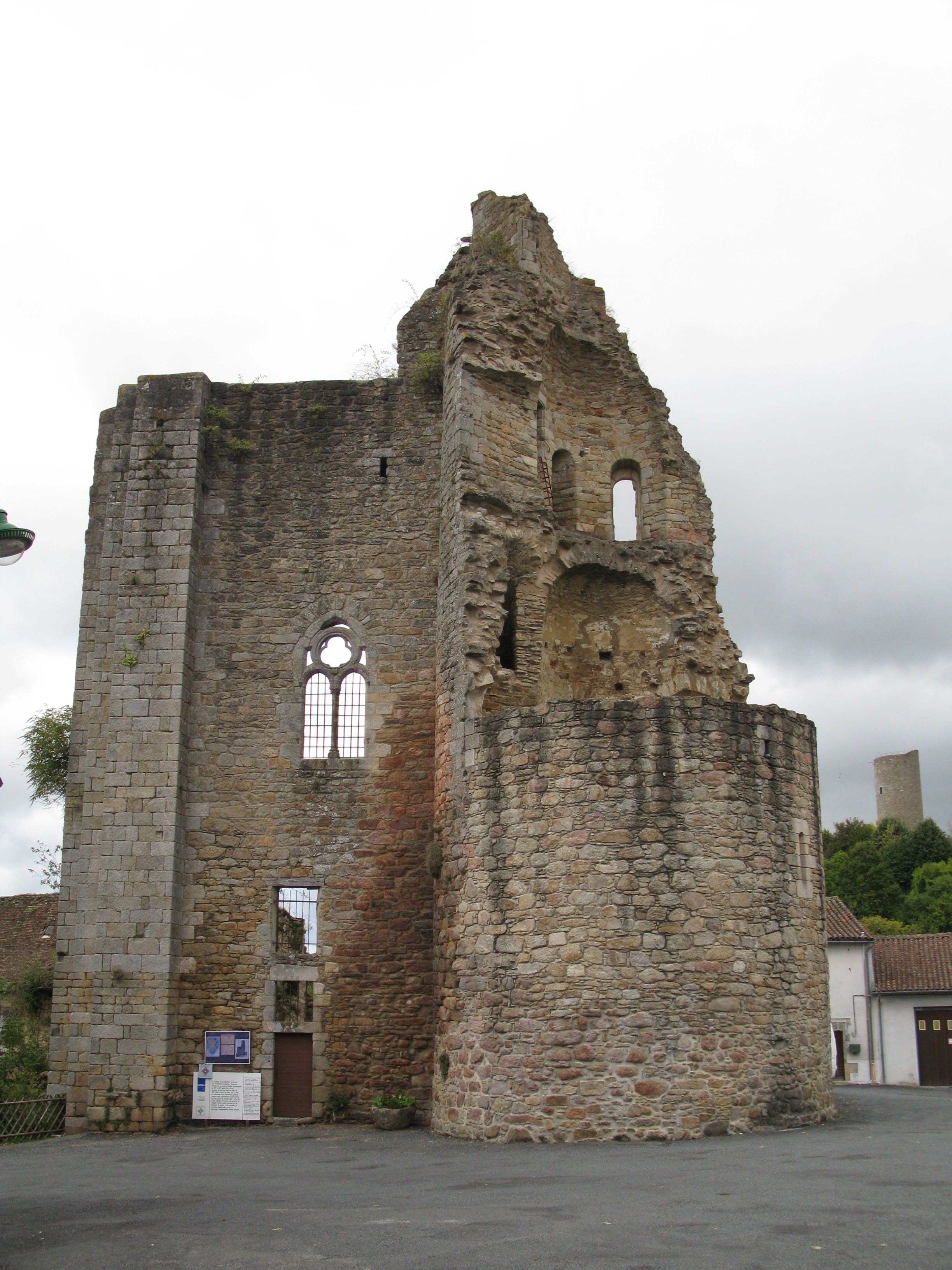
莫尔蒙城堡（法语：Château de Châlus Maulmont）遗址
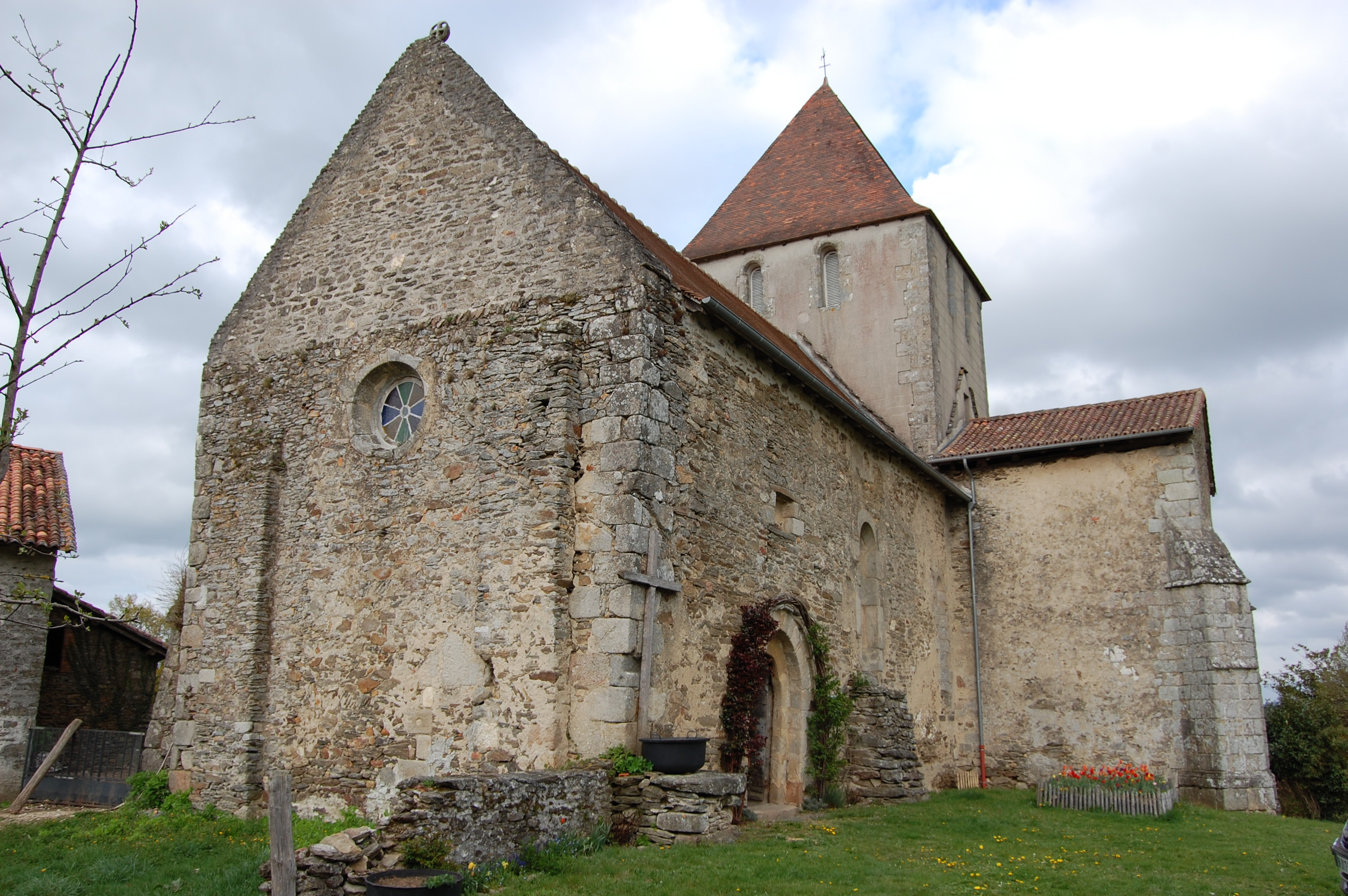
圣艾蒂安教堂（法语：Église Saint-Étienne de Lageyrat）
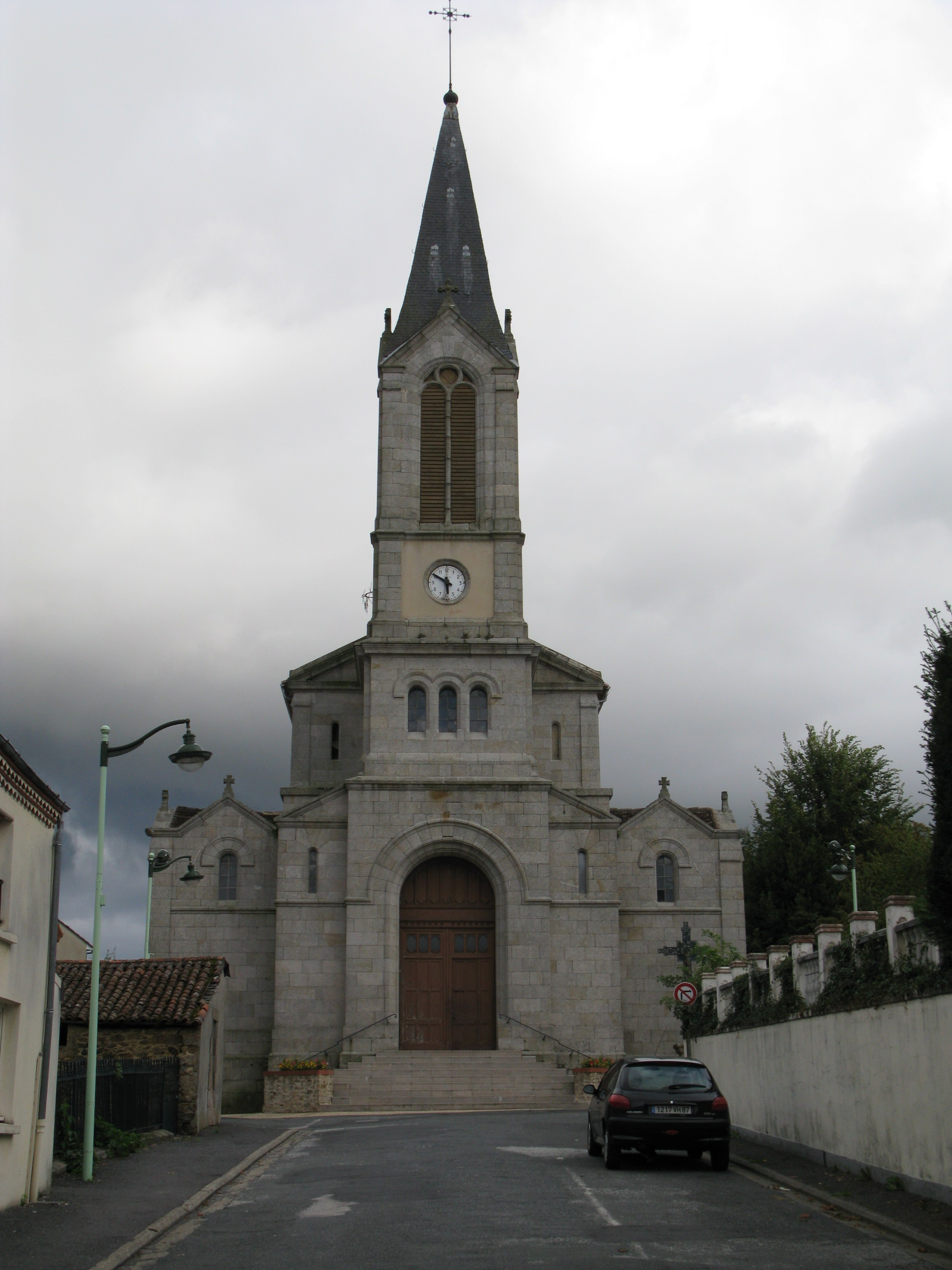
圣母升天教堂（法语：Église Notre-Dame-de-l'Assomption de Châlus）
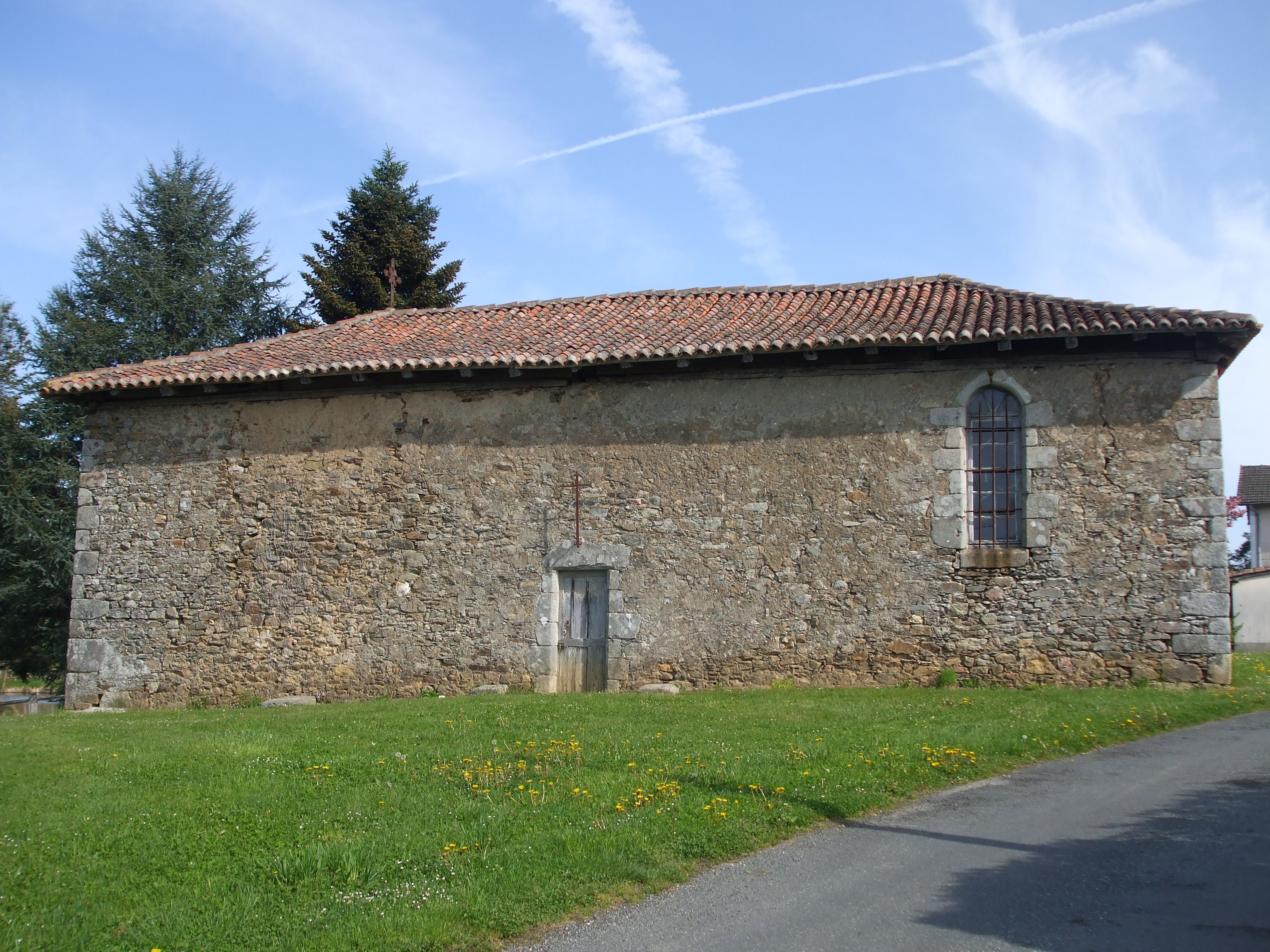
圣母小教堂
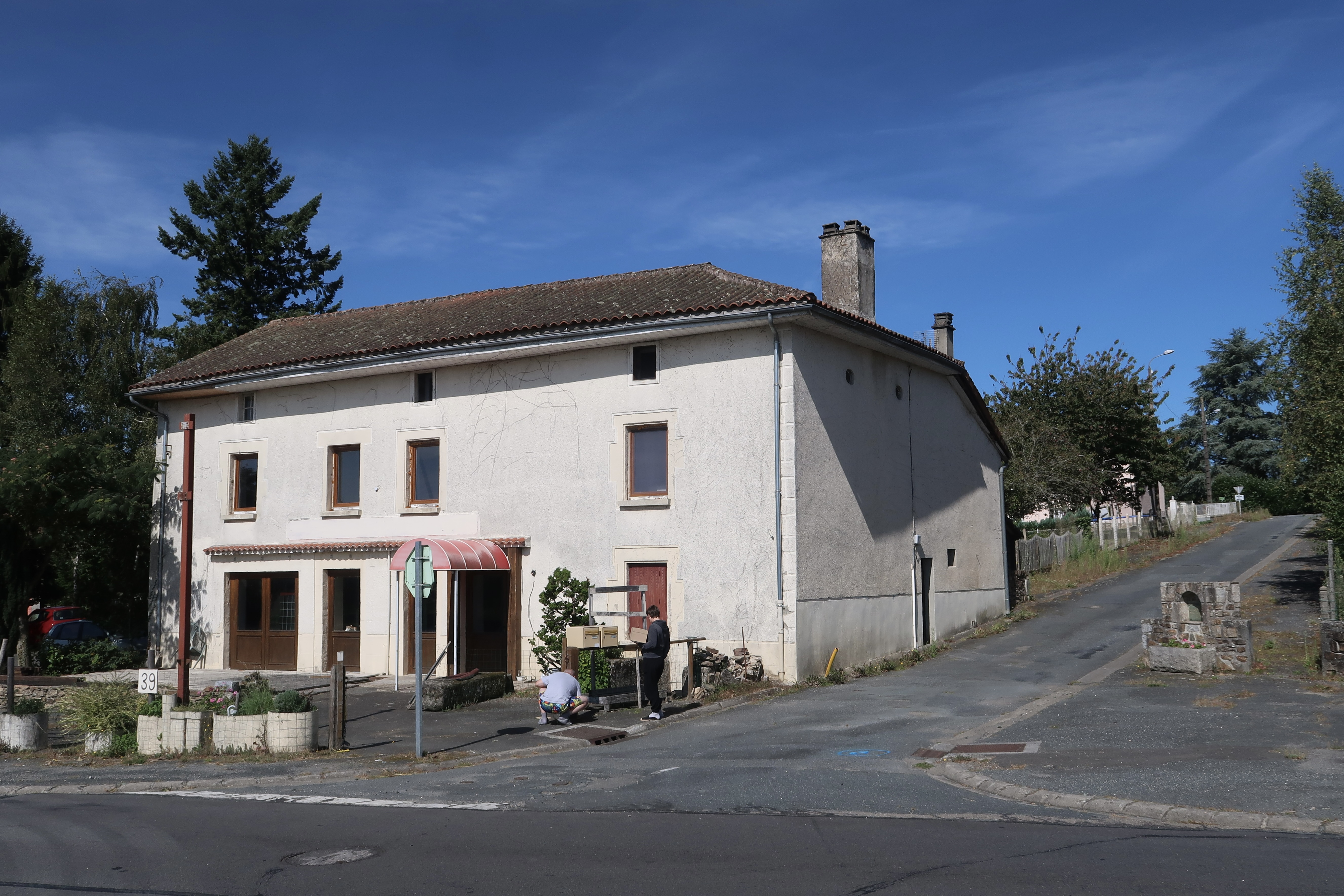
一处传统民居
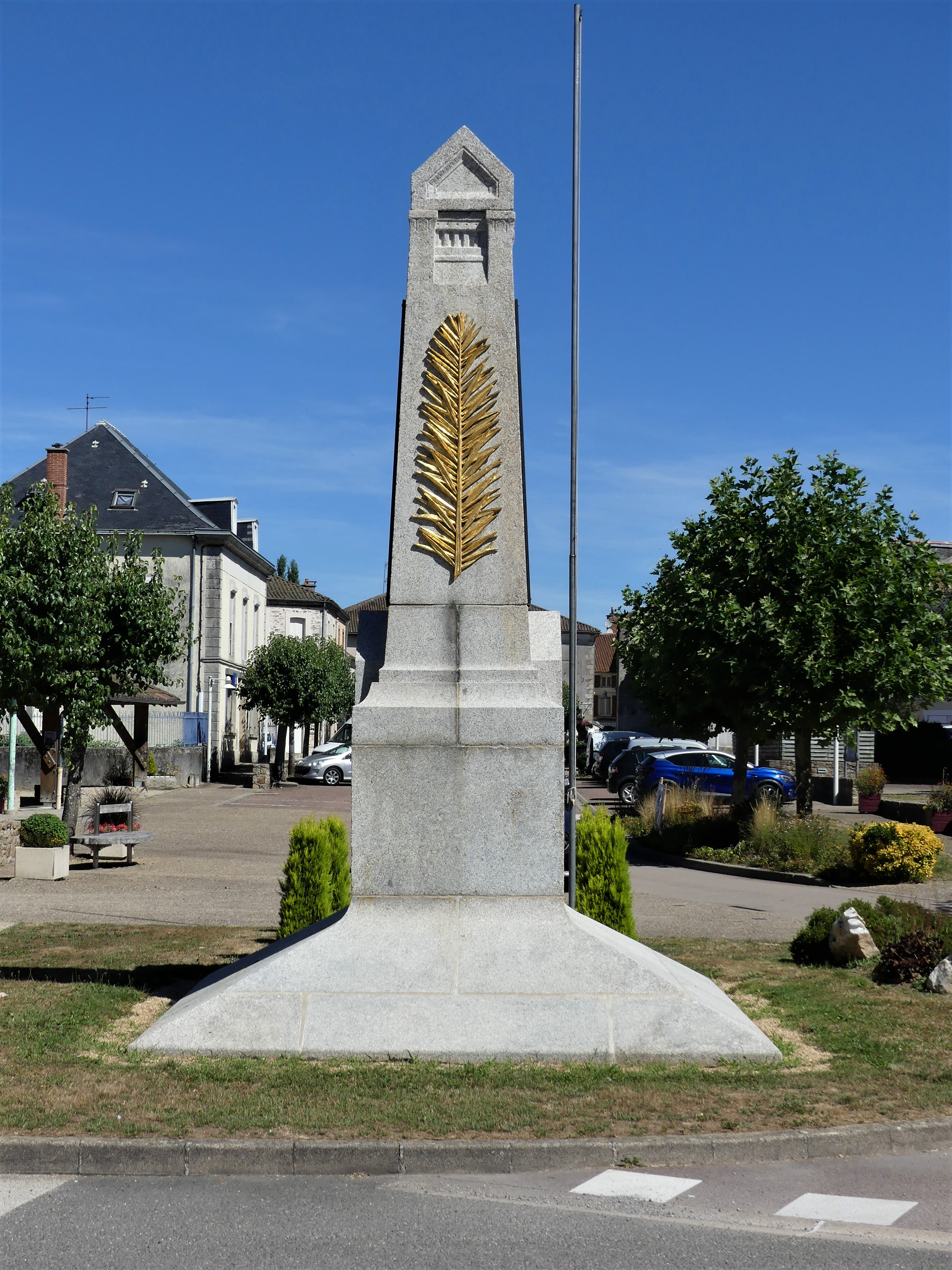
战争纪念碑

### 旅游
沙吕的旅游事务由其所属的内克松地区-沙吕山市镇公共社区负责。2023年，沙吕境内共有1家酒店共计9间房间。

### 媒体
法国主要的媒体均可在沙吕接收，法国电视三台下属的新阿基坦大区频道在部分时段播出沙吕所在上维埃纳省的地方新闻。蓝色法兰西利穆赞广播、云雀广播、法国电视三台利穆赞频道、《中央人民报》等是当地主要的地方性媒体。

## 相关人物
英格兰国王理查一世于1199年在沙吕围城战中被毒箭射中后身亡。

## 友好城市
截至2023年10月，沙吕暂未建立任何友好城市关系。